# Pogonosoma stigmaticum
Pogonosoma stigmaticum är en tvåvingeart som beskrevs av Wulp 1872. Pogonosoma stigmaticum ingår i släktet Pogonosoma och familjen rovflugor. Inga underarter finns listade i Catalogue of Life.